# Agrotera
Agrotera är ett släkte av fjärilar som beskrevs av Franz Paula von Schrank 1802. Enligt Catalogue of Life ingår Agrotera i familjen Crambidae, men enligt Dyntaxa är tillhörigheten istället familjen mott.

## Dottertaxa tillAgrotera, i alfabetisk ordning[1][2]
- Agrotera agroterodes
- Agrotera amathealis
- Agrotera atalis
- Agrotera barcealis
- Agrotera basinotata
- Agrotera citrina
- Agrotera coelatalis
- Agrotera discinotata
- Agrotera effertalis
- Agrotera endoxantha
- Agrotera erosalis
- Agrotera fumosa
- Agrotera glycyphanes
- Agrotera griseola
- Agrotera heliochlaena
- Agrotera ignepicta
- Agrotera ignepictoides
- Agrotera indecisalis
- Agrotera leucostola
- Agrotera lienpingialis
- Agrotera magnificalis
- Agrotera mysolalis
- Agrotera namorokalis
- Agrotera nemoralis
- Agrotera nitida
- Agrotera opalina
- Agrotera ornata
- Agrotera ornatalis
- Agrotera pictalis
- Agrotera posticalis
- Agrotera proximalis
- Agrotera retractalis
- Agrotera rufitinctalis
- Agrotera saltigalis
- Agrotera scissalis
- Agrotera semipictalis
- Agrotera setipes